# XIX легион
Легион XIX (Legio XIX) е римски легион, сформиран от Октавиан Август през 41 пр.н.е.. Разгромлен е в Битката в Тевтобургската гора през 9 г. Емблемата на легиона не е известна.
За легионите, разбити при тази битка в Германия, не съществуват почти никакви сведения.